# ボソロリシン
ボソロリシン(Bothrolysin、EC 3.4.24.50)は、酵素である。この酵素は、インスリンB鎖のGln4-His、Ser9-His、Ala14-Leuの結合及びアンジオテンシンIのPro-Pheを切断する反応を触媒する。
このエンドペプチダーゼは、ハララカの毒に含まれる。